# Лазар Крџалић
Лазар Крџалић (април 1853. — 29. јул 1926.), био је српски сликар и иконописац. Био је под утицајем руске црквене уметности са видним примесама реализма.

## Биографија
Лазар Крџалић је своје школовање започео на иконописној школи Московско-сергијевске лавре. Затим је прешао у Московску Вишу уметничко-занатску школу, а своје студије је завршио на Петроградској академији. Школовао се у Русији у периоду од 1878.  до 1884. Крџалић је сликао иконостасе у складу са српском богословском праксом, а у његовом раду су присутни елементи које је усвојио током свог образовања у Русији. Школовање Лазара Крџалића везано је за деловање митрополита Михаила Јовановића, који је током друге половине XIX века подржавао одлазак српских уметника на школовање у Русију. У писму митрополита Михаила Јовановића Министарству просвете Кнежевине Србије, захтева се да се „Лазару Крџалићу одреди издржавање од 3-5 дуката месечно“.
1891. године Лазар се оженио Олгом (1874–1949) и од тада заједнички сликају по црквама у ваљевским селима Грабовац, Врело и Каменица, у цркви у Врчину код Београда, у цркви у селу Тамничу крај Неготина. Крџалићи су заједно са Стевом и Полексијом Тодоровић, као и Живком Југовићем, сликали иконостас у селу Глоговцу, у подрињском округу. Приликом израде иконостаса цркве у Тамничу, Лазар Крџалић је био заслужан и за столарске, дрворезбарске и позлатарске радове.
Лазар Крџалић је 1903. предавао слободно цртање и краснопис у Ваљевској гимназији.

## Дело

### Цртежи и портрети
- Портрет жене
- Девојка
- Портрет старца

### Иконостаси
- Црква Светог Макарија Великог у Убу[5]
- Манастир Тумане (1884-1885)
- Манастир Глоговац
- Манастир Пирковац код Сврљига (1896)[6][7]
- Рашиначки манастир Св. Арханђела код Књажевца (1887-1890)
- Црква Светог Николе у Врелу код Ваљева (1898)
- Савиначка црква у Миријеву (1895)
- Црква Светих Апостола Петра и Павла у Врчину (1895-1897)
- Црква Светих Апостола Петра и Павла у Лешници (1901)[8]
- Црква Светог Георгија у Белој Цркви код Крупња (1899)
- Црква Свете Тројице у Тамничу код Неготина (1899-1900)
- Манастир Буково код Неготина[9]